# Jezqazğan
Jezqazğan (en kazakh : Жезқазған, Jezqazğan; en russe : Жезказга́н, Jézkazgan, jusqu'en 1992 Джезказга́н, Djézkazgan), est une ville de l'oblys de Karaganda, au Kazakhstan.
Avant le mai 1997, elle était la capitale de la région de Jezkazgan, rattachée par la suite à la région de Karaganda.
Elle est située dans le bassin de la rivière Kara-Kenguir.
Jezqazğan a été un site de l'Archipel du Goulag, avec un camp de concentration soviétique (ou « de travail » selon la traduction littérale de l'acronyme « Goulag ») dans son district, où a notamment été détenu Alexander Dolgun, livré à des travaux forcés, notamment dans des mines de cuivre, de 1949 à 1956.

## Étymologie
Jezqazğan signifie en kazakh « qui creusait le cuivre » en référence aux mines de cuivre découvertes à ses alentours.

## Démographie
La population était de 90 000 habitants lors du recensement de 1999 et de 86 227 en 2009.
En ajoutant la proche ville minière de Satpaïev, la population totale atteint 148 700 habitants.

### Évolution démographique
| Année      | Population 1959 | Population 1970 | Population 1979 | Population 1989, | Population 1999 | Population 2009 | Population 2012 |
| ---------- | --------------- | --------------- | --------------- | ---------------- | --------------- | --------------- | --------------- |
| Population | 32 442          | 62 495          | 89 403          | 108 821          | 90 001          | 86 227          | 85 189          |

### Groupes ethniques
Les Kazakhs sont 55 % de la population de Jezkazgan, les Russes 30 %, à côté des minorités d'Ukrainiens, Allemands, Tchétchènes et de Coréens.

## Climat
Le climat de la ville est sec et demi-désertique. La région subit des tempêtes de poussière. L'hiver est froid, quant à l'été, il est chaud et sec. Ce climat continental est dû à son éloignement des océans et des mers.

## Transport

### Transport ferroviaire
Malgré sa position au centre du Kazakhstan, Jezkazgan a peu de liaisons ferroviaires avec les autres régions à l'exception de la liaison ferroviaire avec Karaganda.
Jezkazgan est sur la ligne ferroviaire stratégique sur la route frontière Kazakhstan-Chine-port d'Aktaou-Bakou-Georgie-Europe" ouverte le 22 août 2014 par le Président du Kazakhstan Noursoultan Nazarbaïev.

### Transport routier
Jezkazgan est reliée par la E18 à Karaganda et par la E123 à Kyzylorda et Arkalyk.

### Transport aérien
La ville est desservie par l'aéroport de Jezkazgan.

## Personnalités
Parmi les personnalités liées à la ville:
- Oleg Yankovski
- Vitali Savine
- Piotr Klimouk
- Kaïsar Nourmaganbetov (en)
- Adilkhan Yerzhanov (1982-), cinéaste

## Galerie

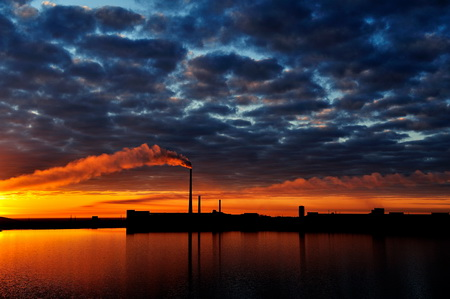
Le lac artificiel vu du centre-ville.
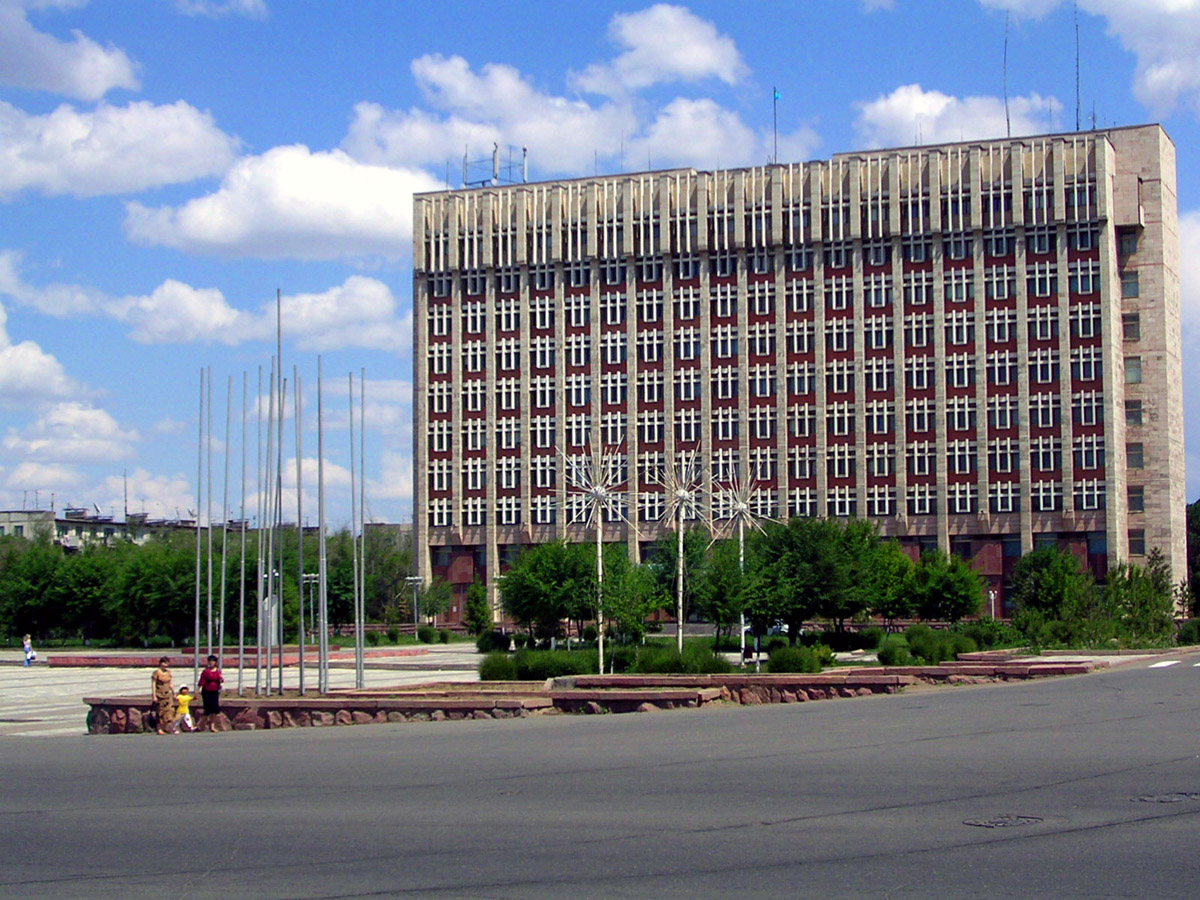
La mairie.
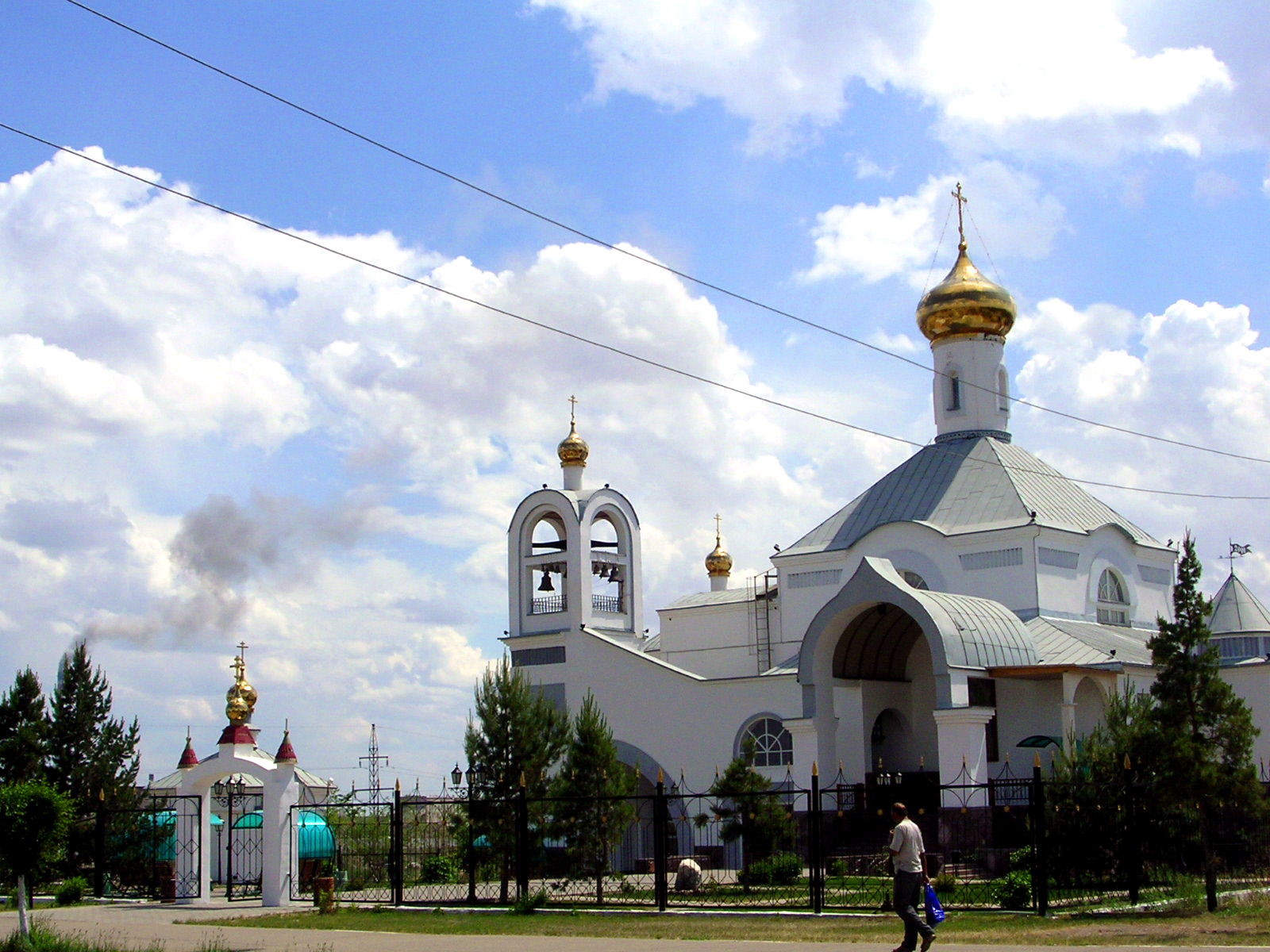
L'église orthodoxe Saint-André.